# MGP Nordic 2006
Det andet MGP Nordic blev holdt i Stockholm, Sverige in 2006. Det her var første gang efter en pause på tre år, at MGP Nordic løsrev sig igen, Danmark, Sverige og Norge deltog i MGP Nordic 2006.
| Eurovision Hjertet | Spire Denne artikel vedrørende Melodi Grand Prix er en spire som bør udbygges. Du er velkommen til at hjælpe Wikipedia ved at udvide den. |